# Caiman latirostris
El yacaré overo o yacaré ñato (Caiman latirostris) es una especie de cocodrilo de la familia Alligatoridae. Es endémico de las regiones subtropicales y tropicales de Sudamérica, que puede superar los tres metros de longitud. Su nombre deriva de la coloración de manchas difusas entre el verde intenso y el gris pálido que lo caracteriza. Está menos extendido que su pariente próximo el yacaré negro, con quien comparte hábitat.
Intensamente cazado durante décadas, se encuentra registrado en el Apéndice II del listado de especies protegidas de CITES (Convención sobre el Comercio Internacional de Especies Amenazadas de Fauna y Flora Silvestres).

## Nombres comunes
Se lo conoce frecuentemente como «yacaré overo», «yacaré ñato» o «yacaré de hocico ancho»; también como «caimán de hocico ancho», o «caimán del Brasil».[cita requerida]

## Descripción

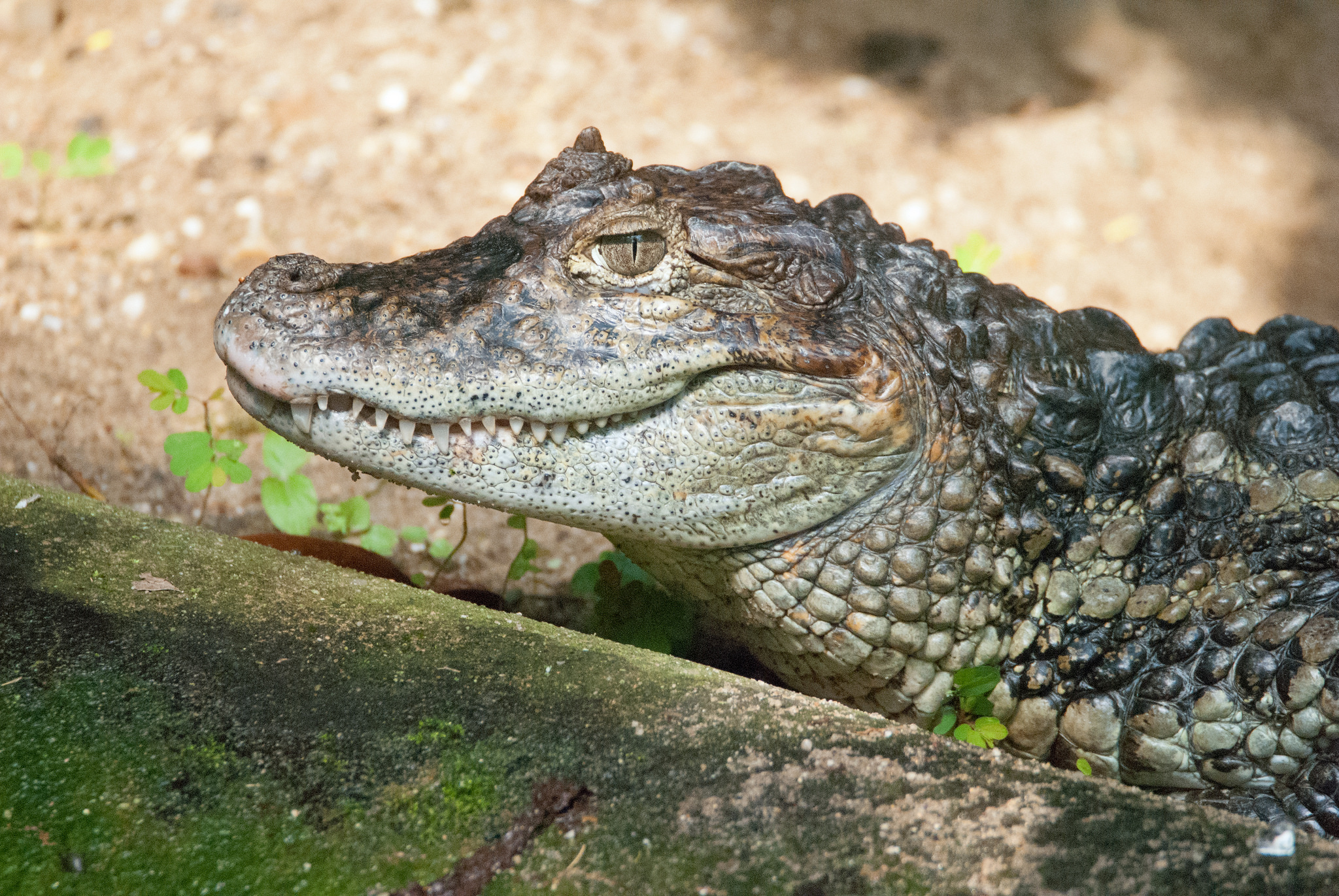
Yacaré overo bebé.

El yacaré overo supera los dos metros y medio de longitud en estado adulto, aunque los ejemplares de este tamaño sean raros. Hay un marcado dimorfismo sexual, siendo las hembras perceptiblemente más pequeñas. Además de su coloración, lo distingue de especies similares el hocico robusto y corto, tan ancho como la cabeza, y el mayor tamaño de las placas protectoras del cuello. Puede alcanzar los 90 kg de masa (882 N de peso).[cita requerida]
Presenta coloración variable, combinando el verde intenso con tonos más grisáceos; los ejemplares juveniles muestran un característico diseño rayado, que ocasionalmente se conserva en los adultos. La pigmentación tiene excelentes propiedades miméticas, y lo hace virtualmente invisible en las zonas de densa vegetación en las que habita. El vientre va desde un color amarillento o hasta el gris.

## Distribución y hábitat
El yacaré overo habita regiones pantanosas y lacustres de Bolivia, Brasil, Argentina, Paraguay, y Uruguay, en especial las cuencas del río Amazonas, el Paraguay y el Paraná. Prefiere las zonas de vegetación intensa y clima tropical, que favorecen la caza y la reproducción, aunque puede sobrevivir en climas más templados y secos que otras especies; se ha informado de la presencia de ejemplares en charcas artificiales para el ganado hasta los 22° de latitud sur. Los núcleos poblacionales más importantes se encuentran en el Pantanal brasileño y en el sistema del Iberá en Argentina.[cita requerida]

## Comportamiento
La dieta del yacaré overo es exclusivamente carnívora; ingiere principalmente caracoles, otros moluscos y crustáceos. Captura otros reptiles y mamíferos pequeños.[cita requerida]
Protegen con frecuencia a las crías durante varios meses. Las crías se mantendrán en reducidos cursos de agua hasta que se fortalezca.[cita requerida]

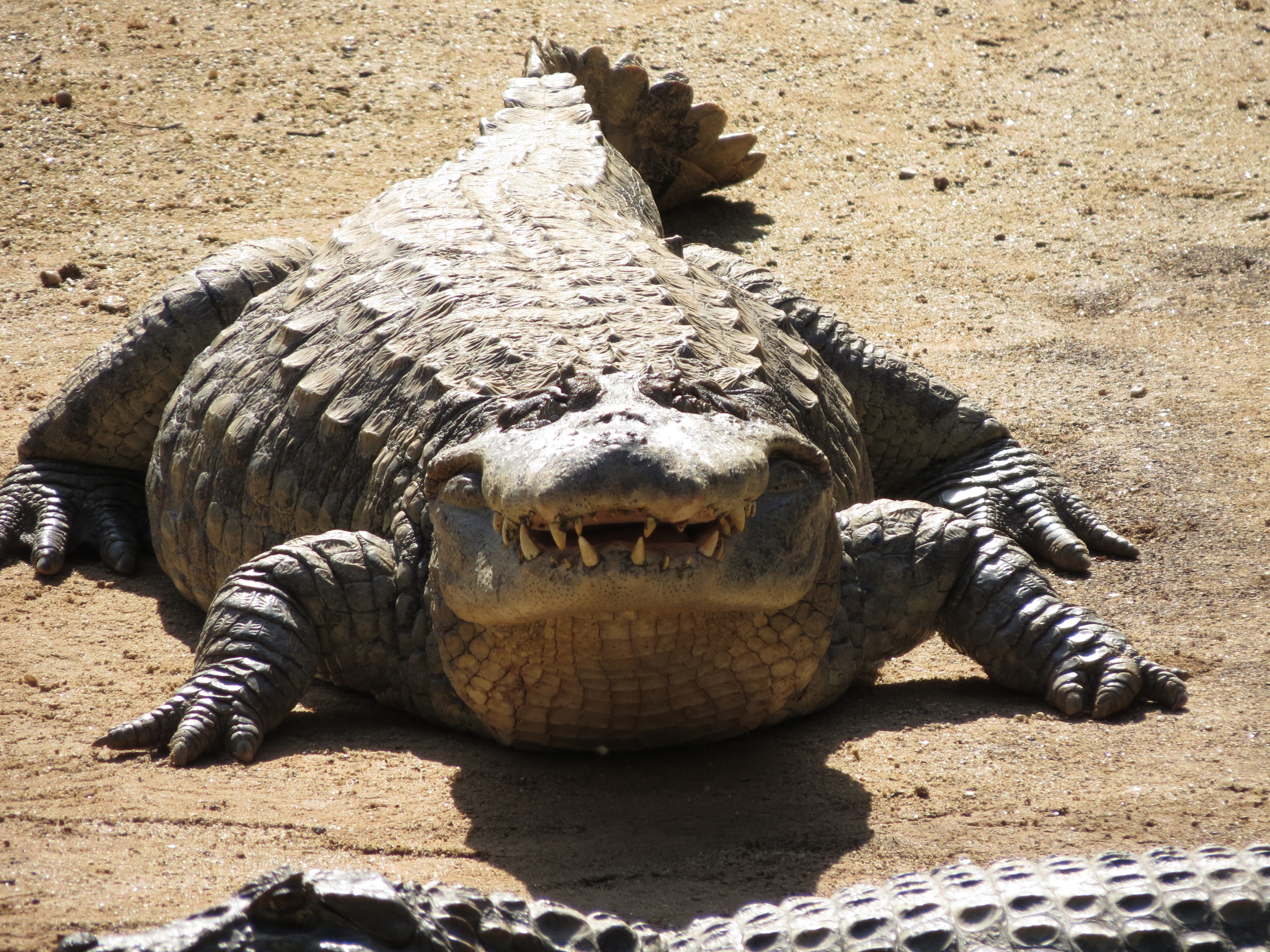
Yacaré overo en un zoológico.

Los ejemplares juveniles presentan una elevada tasa de mortalidad natural; sus predadores principales son las aves rapaces, especialmente el carancho, el gavilán cangrejero y el jabirú. Sin embargo, ha sido la caza para el uso de la piel —más delicada y menos coriácea que la de otras especies— el principal elemento en la intensa reducción en número de la especie. Se lo captura aún en pequeña escala para consumo de su carne y huevos.[cita requerida]
Existen varios proyectos de cría de yacaré en granjas en Brasil y Argentina; parte de la producción se reintegra al medio ambiente, y la restante se faena para su explotación comercial, la misma, históricamente, estuvo dirigida a la utilización del cuero del animal (destinado a la producción de calzado y marroquinería), además, en los últimos años, se ha comercializado su carne.[cita requerida]